# Audrey Wells
Audrey Ann Wells (San Francisco, California; 29 de abril de 1960-Santa Mónica, California; 4 de octubre de 2018) fue una guionista, directora y productora de cine estadounidense.

## Biografía
Wells nació en San Francisco, California, y creció en Sausalito. Era hija de Wolfgang Lederer, un psiquiatra que emigró desde Austria, y Alexandra Botwin Lederer, una psicóloga de Rumanía, quienes se conocieron en Estados Unidos luego de huir de Europa durante la Segunda Guerra Mundial. Estudió en la Universidad de California en Berkeley y obtuvo una maestría en bellas artes en la Universidad de California en Los Ángeles.
La primera película que escribió fue The Truth About Cats & Dogs (1996), una comedia romántica dirigida por Michael Lehmann y protagonizada por Janeane Garofalo, Uma Thurman, Ben Chaplin y Jamie Foxx. Wells también fue productora ejecutiva de ese largometraje. Otros de los guiones en los que trabajó fueron George of the Jungle (1997), The Kid (2000), ¿Bailamos? (2004), The Game Plan (2007) y A Dog's Purpose (2017). Llegó a dirigir dos de las películas que escribió, Guinevere (1999) y Bajo el sol de la Toscana (2003). La primera, protagonizada por Sarah Polley y Stephen Rea, obtuvo el premio Waldo Salt al mejor guion en el Festival de Cine de Sundance.
También escribió la película The Hate U Give (2018), basada en la novela homónima de Angie Thomas. Wells falleció en Santa Mónica, California, el 4 de octubre de 2018 producto de un cáncer, días antes del estreno en cines de esa obra. Estaba casada con Brian Larky y tenía una hija, Tatiana.
En 2020, Netflix estrenó la película animada Más allá de la luna, dirigida por Glen Keane y cuyo guion fue escrito por Wells. La historia, que explora temas como la familia y la muerte, fue creada por la guionista después de su diagnóstico. En los créditos finales se señala que la obra está dedicada a su memoria.

## Filmografía
- The Truth About Cats & Dogs (1996), guionista y productora ejecutiva
- George of the Jungle (1997), guionista
- Guinevere (1999), guionista y directora
- The Kid (2000), guionista
- Bajo el sol de la Toscana (2003), guionista, directora y productora
- ¿Bailamos? (2004), guionista
- The Game Plan (2007), guionista
- A Dog's Purpose (2017), guionista
- The Hate U Give (2018), guionista
- Más allá de la luna (2020), guionista